# İşbank Tower 1

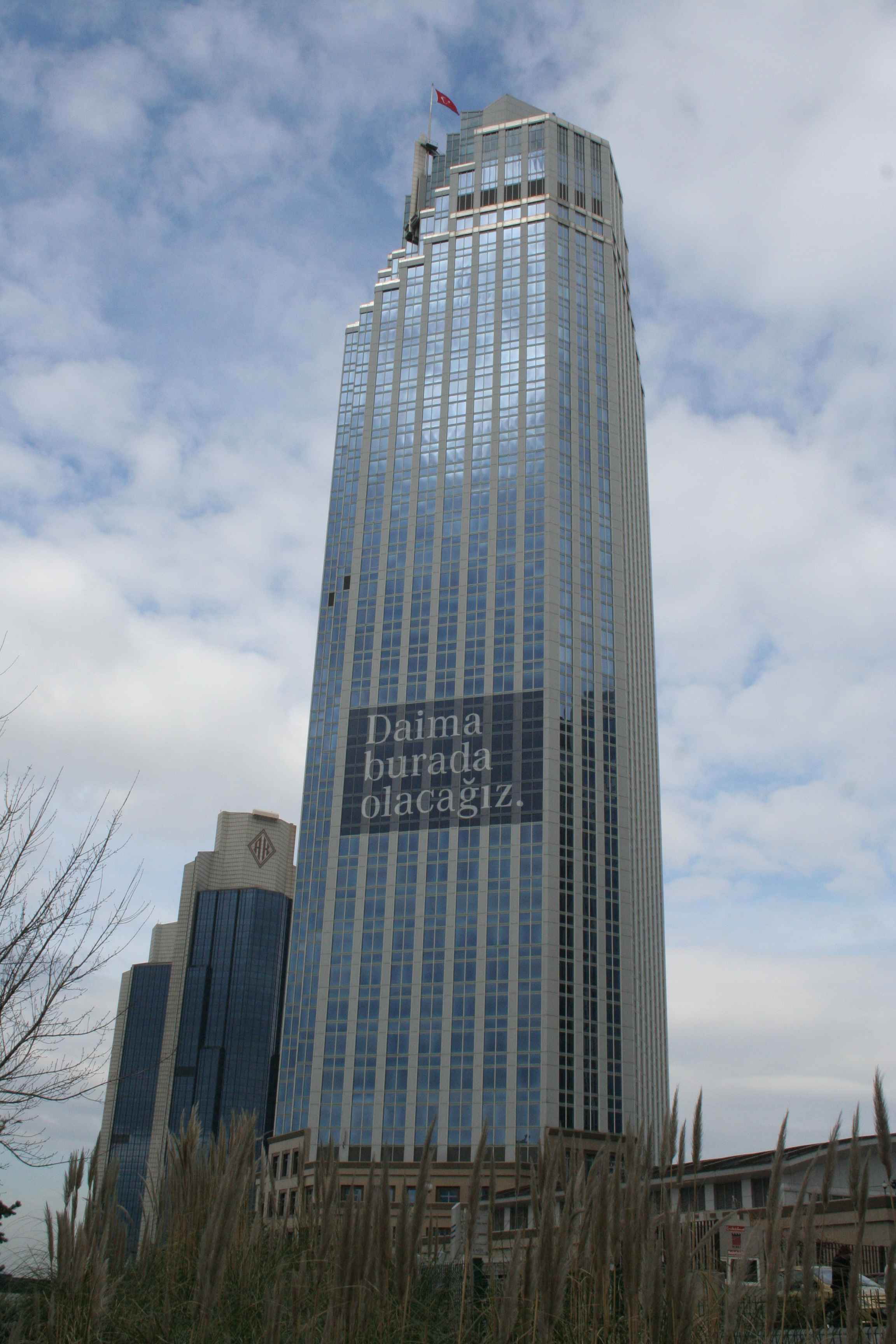
İşBank Tower 1, февраль 2007

Isbank Tower 1 (тур. İşBank Tower 1) — высотное здание в Стамбуле. В нём насчитывается 52 этажа. Высота составляет 181 метр. Собственно высота самой главной башни без учёта высоты флагштока составляет 181,20 метров. С учётом же высоты флагштока высота составляет 194,57 метр. Стоимость строительства составила 230 млн. $. Строительство было закончено в 1998—2000 годах.
Некоторые конструкционные особенности здания напоминают небоскрёб Трамп-тауэр в Нью-Йорке.